# Golanda

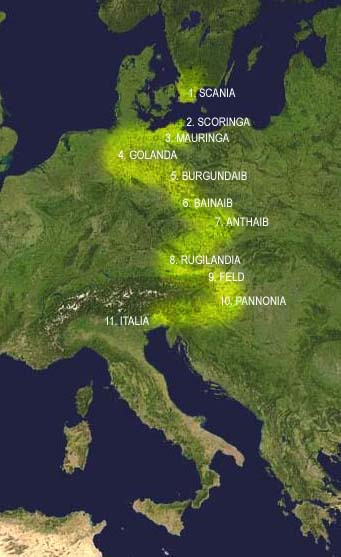
Le principali tappe della migrazione dei Longobardi.

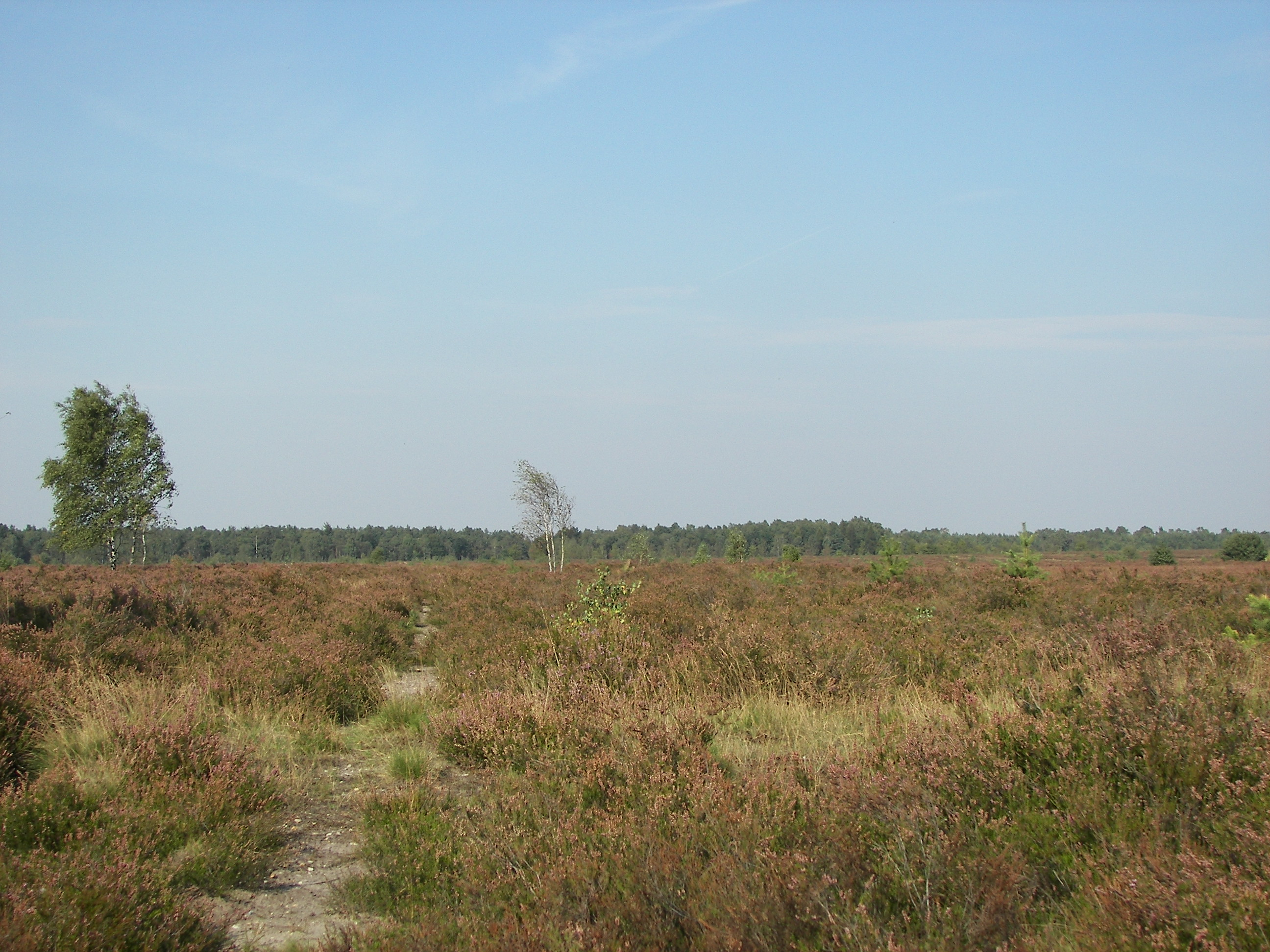
La Landa di Luneburgo.

Golanda è il nome con il quale Paolo Diacono, nella sua Historia Langobardorum, indica la regione dove si stabilirono i Longobardi dopo aver lasciato la Mauringa.

## Storia
Incerta l'esatta collocazione della regione. Sebbene sia stata sostenuta anche un'identificazione con la terra che i Goti avevano sgomberato nel III secolo d.C., nell'odierna Polonia, tale ipotesi non è compatibile con le fonti classiche: Velleio Patercolo testimonia che agli inizi del I secolo d.C. i Longobardi erano ancora attestati sul medio-basso Elba, dove si scontrarono con Tiberio (5 d.C.), e Tacito conferma tale ubicazione ancora alla fine del secolo.
Più probabile è quindi ritenuta l'identificazione della Golanda con la Landa di Luneburgo, bagnata dall'Elba e collocata nei pressi dell'odierna Amburgo. A conferma di tale ipotesi torna il nome conservato da una zona di questo territorio fino al XIII secolo: Bardengau, dove ancora oggi esiste la località di Bardowick, presso Luneburgo. Il Bardengau era limitato a nord dall'Elba, a est dalla foresta di Göhrde, a sud dalle sorgenti dell'Ilm e ovest dal torrente Sava. Qui sono state rinvenute anche testimonianze archeologiche della presenza longobarda: tombe con corredi di armi e ornamenti.

### Fonti primarie
- Paolo Diacono, Historia Langobardorum (Storia dei Longobardi, cura e commento di Lidia Capo, Milano, Lorenzo Valla/Mondadori, 1992).
- Publio Cornelio Tacito, Germania.
- Velleio Patercolo, Historiae Romanae ad M. Vinicium libri duo.

### Letteratura storiografica
- Lidia Capo, Commento a  Paolo Diacono, Storia dei Longobardi, a cura di Lidia Capo, Milano, Lorenzo Valla/Mondadori, 1992, ISBN 88-04-33010-4.
- Jörg Jarnut, Storia dei Longobardi, Torino, Einaudi, 2002, ISBN 8806161822.
- Sergio Rovagnati, I Longobardi, Milano, Xenia, 2003, ISBN 88-7273-484-3.